# Neosalurnis bonenda
Neosalurnis bonenda är en insektsart som beskrevs av Medler 1992. Neosalurnis bonenda ingår i släktet Neosalurnis och familjen Flatidae. Inga underarter finns listade i Catalogue of Life.